# Espatlla de Marboré
L'Espatlla de Marboré és una muntanya de 3.073 m d'altitud, amb una prominència de 15 m, que es troba al massís del Mont Perdut, entre la província d'Osca (Aragó) i el departament dels Alts Pirineus (França).
Per a fer l'ascensió al cim es pot fer des del vessant aragonès a través del refugi de Góriz (2.100 m) i des del vessant Francés pel refugi de Sarradets a (2.587 m).
La primera ascensió la van realitzar Henri Brulle, Cèlestin Passet i François Bernat-Salles el 12 d'agost de 1891.